# Судокса
Судокса́ (кор. 수덕사?, 修德寺?) — один из головных храмов корейского буддийского ордена Чоге. Находится на южном склоне гор Токсун-сан в Южной Корее. Существует две версии относительно даты основания монастыря. Согласно храмовым записям, он был основан учителем Сундже в конце периода Пэкче во время правления короля Ыйджа (641—660). Согласно другой версии, монастырь основал учитель Чимьон в 599 г. во время правления короля Поп (599—600). 
Судокса один из немногих храмов Кореи, которые не были разрушены в течение японского вторжения (1592—1598). Его главный зал тэунджо́н (кор. 대웅전?, 大雄殿?), возведенный в 1308 г. во времена династии Корё является старейшим деревянным сооружением в стране и относится к национальным сокровищам Кореи.